# Bosch: Legacy
Bosch: Legacy es una serie de televisión procesal policial estadounidense desarrollada por Michael Connelly, Tom Bernardo y Eric Overmyer. Es una secuela de la serie Bosch, de Amazon Prime Video (2014-2021), y está protagonizada por Titus Welliver, ex detective de LAPD Harry Bosch, junto a Mimi Rogers y Madison Lintz también retomando sus papeles. 
La serie se estrenó el 6 de mayo de 2022 en Amazon Freevee con el lanzamiento de cuatro episodios, y el resto se fue lanzando semanalmente, con dos episodios a la vez. La serie fue renovada para una segunda temporada antes de su estreno.
La segunda temporada se estrenó el 20 de octubre de 2023, al igual que en la anterior, con el lanzamiento de cuatro episodios, y los episodios restantes se fueron lanzando semanalmente, de dos en dos. Posteriormente, la serie fue renovada para una tercera temporada antes del estreno de la segunda.

## Argumento

### Temporada 1
Hieronymus "Harry" Bosch se ha retirado de la policía de Los Ángeles y está trabajando como investigador privado. La abogada defensora Honey "Money" Chandler le pide que colaboré con ella en algunos casos. Su hija, Maddie, pasa sus primeros días como oficial de patrulla del Departamento de Policía de Los Ángeles, trabajando desde la estación Hollywood, donde solía estar asignado su padre. Bosch investiga al empresario Carl Rogers, quien previamente contrató a un sicario para matar a Chandler. El empresario multimillonario Whitney Vance le pide a Bosch que investigue discretamente un asunto privado.

### Temporada 2
La temporada 2 continua donde la temporada 1 lo dejó, con el secuestro de Maddie Bosch. Bosch y Honey "Money" Chandler trabajan juntos para atrapar a un asesino, mientras esquivan las sospechas del FBI como sospechosos en un caso de la temporada 1: el asesinato de Carl Rogers.

## Reparto

### Reparto principal
- Titus Welliver como Hieronymus "Harry" Bosch, un ex detective de LAPD, ya retirado y trabajando como un investigador privado independiente.
- Mimi Rogers como Honey "Money" Chandler, una abogada defensora altamente posicionada que tiene controversias periodicamente con Harry.
- Madison Lintz como Madeline "Maddie" Bosch, una oficial de policía novata de Los Ángeles e hija de Harry.
- Stephen Chang como Maurice "Mo" Bassi, el experto en tecnología de Harry, que comparte el amor por el jazz de Harry.
- Denise G. Sánchez como la oficial Reyna Vásquez (temporada 2—actualidad; recurrente de la temporada 1), oficial instructor de Maddie.

### Recurrentes
- Anthony Gonzales como el oficial Rico Pérez, el compañero oficial de Maddie con quien desarrolla una relación romántica.[8]
- Will Chase (temporada 1) y David Denman (temporada 2) como Kurt Dockweiler, un inspector de la ciudad.
- Danielle Larracuente como Paulina Calderón, compañera de academia de Maddie, que recibe un disparo durante una parada.
- David Moses como Martin "Marty" Rose, el socio principal del bufete de abogados donde ejerce Honey, quien es su mentor y confidente.
- Alex Loynaz como Matthew Ramírez, el recepcionista del bufete de abogados de Honey.
- Jim Holmes como Emmett Archer, el fiscal de distrito de Los Ángeles.
- Len Cordova como el Dr. Miguel Estévez, terapeuta de Honey.
- Raff Anoushian como Leo Aslan, un socio de Carl Rogers propietario de una empresa naviera.
- Lakin Valdez como Raúl Arraya, ex cliente de Honey's.

#### Temporada 1
- Michael Rose como Carl Rogers, un empresario responsable del asesinato de un juez y del tiroteo de Honey.[1]
- Phil Morris como John Creighton, director de Trinity Security, una empresa de seguridad empleada por Whitney Vance.
- William Devane como Whitney Vance, una ingeniera multimillonaria que contrata a Bosch por un asunto personal.
- Andrew Korba como Philip Corwin, el nuevo director ejecutivo de la empresa de Whitney Vance.
- Kate Burton como Ida Porter, la secretaria de Vance
- Steven Flynn como David Sloan, el mayordomo de Vance
- Mark Rolston como el teniente I Don Thorne, comandante de vigilancia en el turno de Maddie en la estación de Hollywood.
- Konstantin Melikhov como Alexei Ivanovich, un miembro de alto rango de Bratva.
- Bogdan Yasinski como Lev Ivanovich, un ejecutor de alto rango de la Bratva.
- Marcus Giamatti como Simon Wakefield, el financiero de Carl Rogers.
- Mike Ostroski como Russ Pensak, un socio de Carl Rogers que posee una refinería de petróleo abandonada.
- Joe Adler como Jeffery Herstadt, un cliente de Honey's.

#### Temporada 2
- Bruce Davison como James Rafferty, el abogado de Kurt Dockweiler.[7]
- Rafael Cabrera como Vince Harrick, un ayudante del sheriff casado con Lexi Parks.[7]
- Kim Pettiford como Alexandra "Lexi" Parks, víctima de asesinato.
- Patrick Brennan como David Foster, un cliente de Honey acusado de asesinato.[7]
- Anthony Michael Hall como el agente especial Will Barron, superior de James y Jones.[7]
- Max Martini como detective. Don Ellis, un detective corrupto que intenta desacreditar a Honey.[7]
- Guy Wilson como detective. Kevin Long, un detective corrupto que trabaja con Ellis.[7]
- Jessica Camacho como Jade Quinn, una hacker.[7]
- Jolene Kay como la agente Sylvia James, una agente del FBI que investiga a Bosch y Chandler, el socio de Jones.
- Vincent Laresca como el agente Lucas Jones, un agente del FBI que investiga a Bosch y Chandler, el socio de James.

Las apariciones especiales están a cargo de miembros del reparto de la precuela de Bosch, incluidos Gregory Scott Cummins como Crate, Troy Evans como Barrel, Jamie Hector como el detective Jerry Edgar, DaJuan Johnson como el detective Rondell Pierce, Jacqueline Obradors como la detective Christina Vega, Cynthia McWilliams como la detective Joan Bennett., Alan Rosenberg como el Dr. William Golliher y Scott Klace como el sargento. John "Mank" Mankiewicz. Eric Ladin regresó en la temporada 2 como el reportero de Los Angeles Times Scott Anderson.
El hijo menor de Welliver, Quinn, interpreta a Bosch cuando era niño en Bosch: Legacy, su hijo mayor, Eamonn, interpreta a Bosch, ahora un joven oficial de policía de Los Ángeles.

## Episodios
| Temporada | Temporada | Episodios | Episodios | Lanzamiento original   | Lanzamiento original    |
| Temporada | Temporada | Episodios | Episodios | Primera emisión        | Última emisión          |
| --------- | --------- | --------- | --------- | ---------------------- | ----------------------- |
|           | 1         | 10        | 10        | 2022 de mayo del 6     | 2022 de mayo del 27     |
|           | 2         | 10        | 10        | 2023 de octubre del 20 | 2023 de noviembre del 9 |

## Producción
Después de la conclusión de Bosch, los productores comenzaron a discutir una nueva serie que presentaría a Harry después de su retiro de la policía de Los Ángeles, como sucede en las novelas posteriores de Bosch. Welliver admite que es esencialmente la temporada 8 de Bosch, pero el enfoque es diferente: Harry ya no es policía y los personajes principales son Bosch, Maddie y Chandler.

## Recepción
En Rotten Tomatoes, la primera temporada tiene una puntuación del 100% con una puntuación media de 7,4/10, basada en reseñas de 17 críticos. El consenso de los críticos del sitio web dice: "El detective más gruñón de la televisión mantiene vivo y saludable su legado en un reinicio que continúa justo donde lo dejó la serie original mientras modifica agradablemente la fórmula". En Metacritic, la primera temporada tiene una puntuación promedio ponderada de 76 sobre 100 basada en reseñas de cinco críticos, lo que indica "críticas generalmente favorables".

### Audiencia de audiencia
La primera temporada generó más espectadores totales en los primeros 28 días posteriores al estreno que cualquier temporada anterior de Bosch en sus respectivos primeros 28 días en los EE. UU.